# Missing middle housing

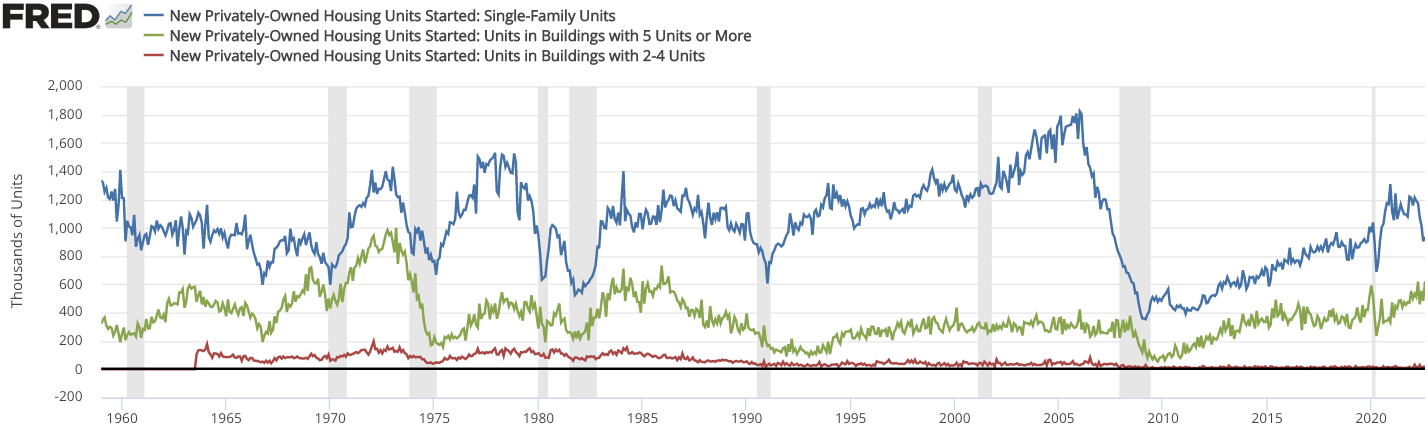
Construction de maisons individuelles (en bleu), d'immeubles de deux à quatre logements (en rouge) et d'immeubles de cinq logements et plus de la fin des années 1950 au début des années 2020.

Le concept de missing middle housing — soit « manque de logement intermédiaire » — désigne aux États-Unis, et dans une moindre mesure au Canada et en Australie l'absence d'échelon de logement entre la maison individuelle et l'immeuble de logement collectif de grande hauteur.
Il date de la période à laquelle a commencé le zonage aux États-Unis, dans la première moitié du vingtième siècle. Jusqu'au début du XXIe siècle, cette carence est due à une interdiction juridique de construire quoi que ce soit d'autre que des maisons individuelles dans la grande majorité du territoire de chaque ville.
Ce manque est très pénalisant pour la société et l'urbanisme nord-américains, dans la mesure où il empêche l'existence de formes urbaines intermédiaires permettant en particulier la mixité des usages urbains. Ce manque d'une strate intermédiaire dans la typologie des formes urbaines nord-américaines est également à la fois la cause et la conséquence de la construction de hautes tours d'habitation, où logent en particulier tous ceux qui n'ont pas les moyens d'acheter une maison individuelle.

## Contexte

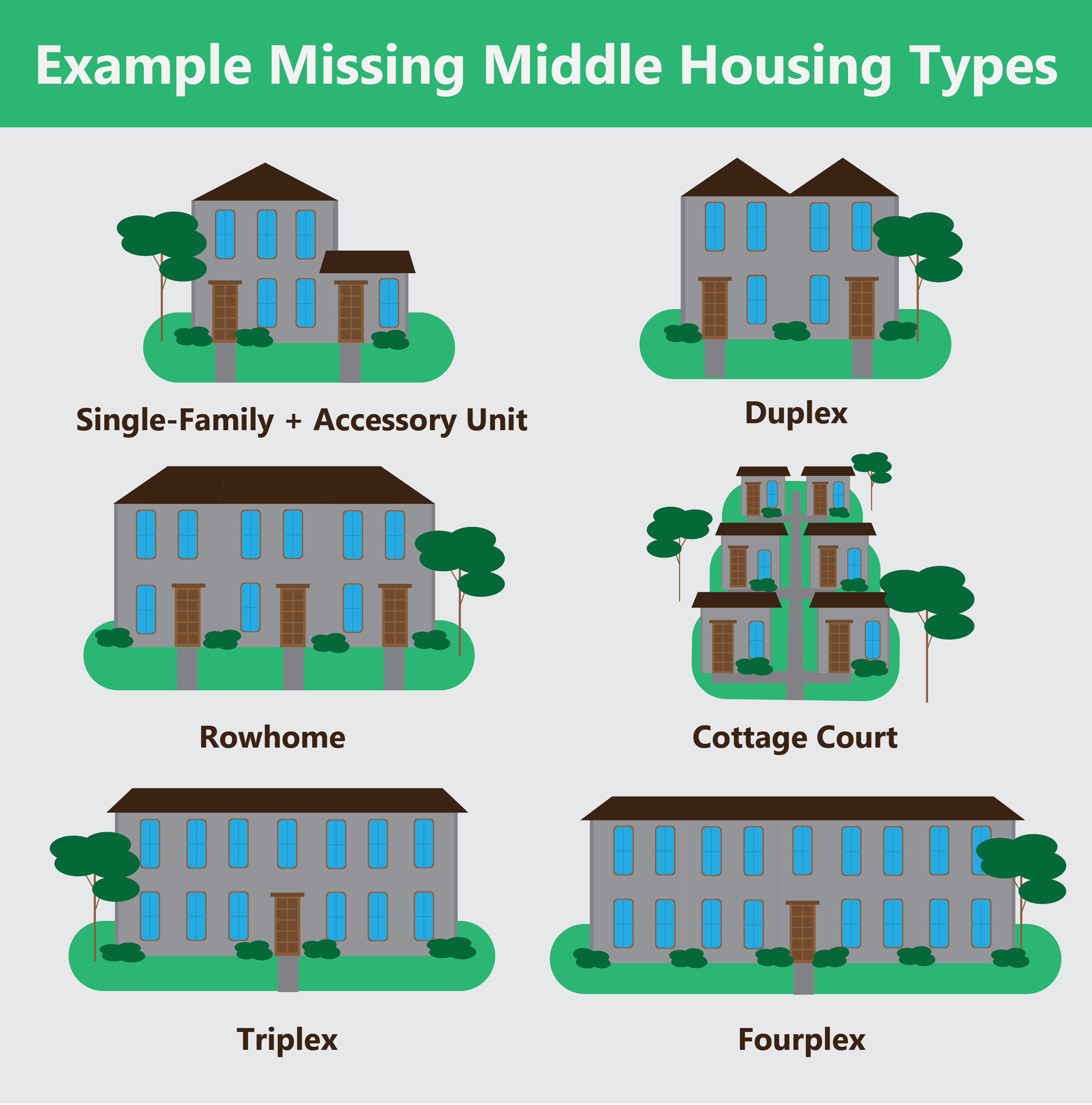
Exemples de logements intermédiaires « manquants » entre la maison individuelle et l'immeuble de logement collectif de grande taille.

Le terme de missing middle housing est inventé par l'architecte Daniel Parolek en 2010, qui nomme ainsi un ouvrage sous-titré « Thinking big and building small to respond to today’s housing crisis »,,. En 2014, les logements américains se répartissent de la manière suivante :
| Type de logement                   | Occurrence en 2014 |
| ---------------------------------- | ------------------ |
| Maison individuelle                | 63 %               |
| Immeubles de dix logements ou plus | 13 %               |
| Autres immeubles                   | 19 %               |

Le zonage fonctionnel américain est extrêmement normatif et interdit, dans la plus grande partie du territoire d'une agglomération, la construction de tout autre bâtiment que des maisons individuelles, au point que le New York Times l'assimile à un « évangile » intériorisé par les ménages et les municipalités,. Dans l'agglomération de Boston, par exemple, 70 % des municipalités consacrent plus de 80 % de leur territoire exclusivement à l'habitat pavillonnaire Dans la municipalité de San José, ce taux est de 94 %.
Ce cadre de zonage fonctionnel a pour but explicitement affiché d'empêcher les implantations d'activités ressenties comme nuisibles, en particuliers des activités industrielles polluantes, à proximité des habitations. Mais il est créé majoritairement entre 1900 et 1950, à une époque où la ségrégation raciale est particulièrement forte. Un objectif sous-jacent à la mise en place de ce zonage est aussi de séparer physiquement les populations issues de groupes raciaux différents, et particulièrement d'exclure les « indésirables » des banlieues. Cela permet aux habitants relativement aisés de la banlieue résidentielle, à l'échelon de la collectivité la plus locale, de payer des impôts qui ne servent qu'au bénéfice d'une population homogène et aisée. En conséquence, l'habitat au centre-ville est subi et non choisi par les populations les plus modestes,.
La forme urbaine résultant de ce manque est la quasi-mitoyenneté des tours de copropriété, dites « condos », avec les zones pavillonnaires de maisons individuelles, presque sans transition. On peut observer de telles juxtapositions à Toronto par exemple.

## Prise de conscience

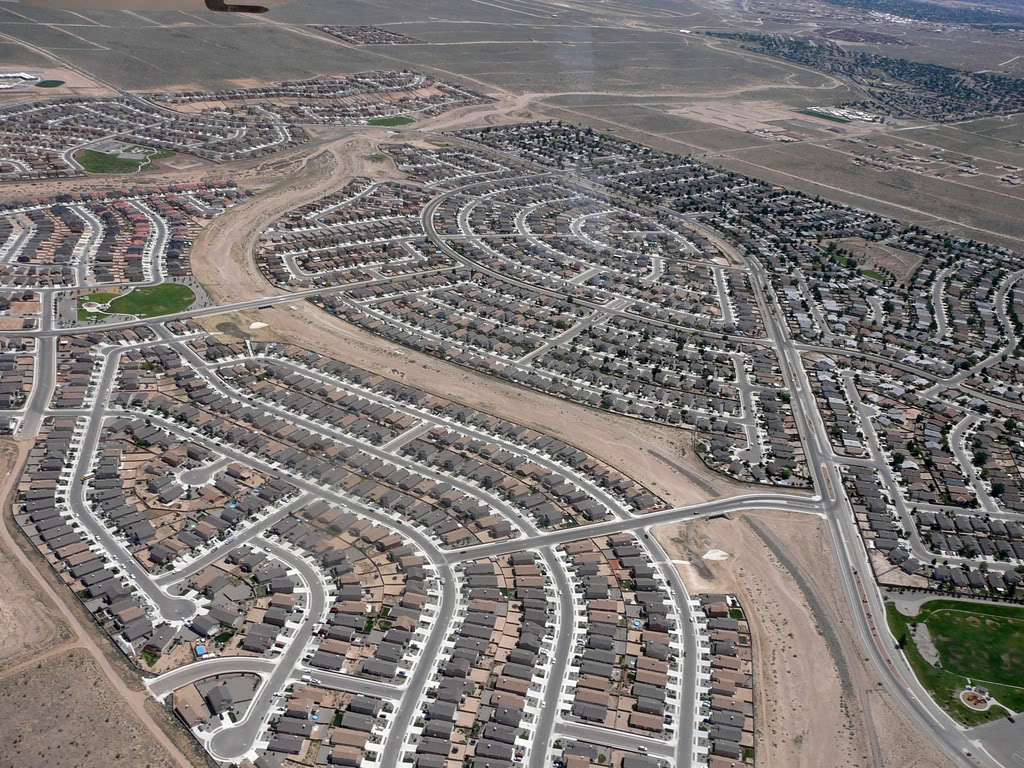
Exemple d'une zone de construction obligatoire de maison individuelle à Rio Rancho au Nouveau-Mexique.

Plusieurs urbanistes réclament, notamment à partir de 2010, que le zonage soit assoupli de manière à autoriser des formes urbaines légèrement plus denses. Idéalement, ces urbanistes cherchent à aller plus loin et éliminer le zonage n'autorisant que la maison individuelle ; toutefois, ils ont bien conscience que ce vœu est totalement antinomique avec le paradigme ayant défini l'urbanisme américain durant près d'un siècle.
Les raisons de cette réclamation sont nombreux. En premier lieu, l'étalement urbain créé par le zonage favorise l'usage exclusif de l'automobile et des émissions importantes de gaz à effet de serre. À ce premier titre, des études menées en 2015 et 2017 montrent que le plus fort effet de réduction des émissions de carbone s'observeraient en convertissant des zones d'habitat pavillonnaire peu dense en zones d'habitat à densité moyenne. Deuxièmement, près d'un siècle après son adoption nationale en 1926 par la Cour suprême, le zonage continue de remplir la fonction ségrégative qui l'avait inspirée. Enfin, les études de rentabilité montrent que l'habitat « manquant » est justement celui qui minimise les coûts de développement et permettrait ainsi de cesser d'appauvrir les municipalités américaines.
Toutefois, le zonage fonctionnel n'est pas le seul paramètre à abolir afin de permettre cette densification. Il est également nécessaire d'autoriser des hauteurs maximales plus importantes, de revenir sur la surface minimale de chaque lot ainsi que sur la distance obligatoire de recul à la rue.
Des arguments couramment cités vont à l'encontre de cette politique visant à mettre fin au zonage n'autorisant que la maison individuelle. Le premier argument est que l'habitat pavillonnaire exclusif correspondrait à un idéal recherché par les Américains. Or les préférences de ces derniers évoluent rapidement, en particulier après la Crise des subprimes en 2008. Ainsi, l'appétence d'un échantillon de population de Houston pour une maison « plus petite, dans une zone plus densément bâtie et permettant l'accès piéton à des commerces et des restaurants » monte de 40 à 50 % entre 2008 et 2016. Plusieurs analyses montrent que le modèle de la maison individuelle n'est choisi que par défaut en l'absence d'alternative.

## Mise en place de mesures de changement
Dès la fin des années 2010, des législations locales sont reconsidérées. Ainsi, en 2019, l'Oregon, la municipalité de Minneapolis et la Californie mettent en place des règlementations mettant fin au zonage exclusif dit « single-detached family home ».
À la suite de la pandémie de Covid-19, un programme de remédiation au manque d'immeuble intermédiaire de logements est mis formellement en place. Le Missing Middle Housing Program, mis en place dans le cadre du plan de sauvetage est doté de cinquante millions de dollars dès mars 2022, et de la même somme en janvier de l'année suivante. Ce programme subventionne les chantiers de construction ou de réhabilitation de tels immeubles, les ensembles de moins de douze logements étant un peu plus subventionnés que les autres. Le zonage interdisant la construction de cette catégorie de bâtiment est également modifié dans plusieurs villes, comme à Raleigh ou Sacramento.